# اچ‌ام‌اس سوتلی (۱۸۵۵)
اچ‌ام‌اس سوتلی (۱۸۵۵) (به انگلیسی: HMS Sutlej (1855)) یک کشتی بود که طول آن ۱۸۰ فوت (۵۵ متر) بود. این کشتی در سال ۱۸۵۵ ساخته شد.